# Димитър Буюклиев
Димитър Костадинов Буюклиев е български просветен деец, революционер и общественик от Македония.

## Биография
Роден е през 1877 година в град Струмица, тогава в Османската империя, в семейството на Костадин и Анастасия Буюклиеви, което е било по-заможно, Костадин е бил търговец, абаджия по занаят. Учи в Солунската българска мъжка гимназия, която завършва в 1899 година с четиринадесетия випуск. Учителства в Пехчево, Струмица и Берово (1905).
След като се завръща в родния си град, местни гъркомани му предлагат да продължи да учи във Франция и да стане дипломат, като единственото условие е да стане грък. Баща му Костадин се противопоставя с думите: „Аз от българин не правя грък“. Оттогава струмишките гъркомани се опитват да прогонят Буюклиеви - къщата им е ограбвана, направен е неуспешен опит за взривяването ѝ, тъй като стрина на Димитър, която е била близка до струмишките гъркомани, забелязала как на гредите на къщата се поставя динамит и казала на натрапниците на гръцки, че къщата е нейна.
В Струмица Буюклиев става член на Вътрешната македоно-одринска революционна организация.
Буюклиев е чиновник в общината, докато Струмица е част от Царство България от края на Междусъюзническата война до края на Първата световна война. В Кралството на сърби, хървати и словенци е учител и като такъв работи в Крагуевац.
Има четири деца, три момичета – Кальопа, Любица и Мария, и едно момче, Томе. Томче загива на 18-годишна възраст. Година след смъртта на сина му в 1935 година умира и той.